# فرد توتل
فرد توتل (انگلیسی: Fred Tootell; ۹ سپتامبر ۱۹۰۲ – ۲۹ سپتامبر ۱۹۶۴) پرتاب‌گر چکش اهل ایالات متحده آمریکا بود.